# Аршуша II
Аршуша II (род. неизвестно — умер 470 или 467, между 467 и 470) — иранский князь из рода Михранидов из Гугарка пятый питиахш Гугарка. Он был отцом своего преемника Варскена.

## Происхождение
Притязания его сына Варскена на иберийский престол делают вероятным родство с иберийской королевской семьей, но точная связь не прояснена в современных документах.
Американский историк Кирилл Туманов на основании «Царских летописей Картли», засвидетельствованных в  XI веке и, возможно, датируемых VIII веком, предлагает видеть в Аршуше II, сыне Бакура II, витакса, женатого около 449/455 года на Хварамзе, дочери Мирдата V короля Иберии. Сам Бакур II был сыном Аршуши I, принца Ташира, упомянутого в 430 году. Это предложение, однако, создает хронологическую проблему, поскольку Варскен, сын Аршуши, уже был женат и имел нескольких детей в 475 году, и трудно понять, как он мог быть внуком Бакура II, женившегося самое раннее в 449 году или 26 лет назад.
Для французского историка Кристиана Сеттипани Аршуша был бы идентичен принцу Ташира с 430 года и внуку Босмария или Бурз-Михра II, Витакса, и Осдухту, сестре Фарсмана IV, короля Иберии с 383 по 408 год.

## Биография
По своем воцарении сасанидский царь Йездегерд II обязался обратить Армению в маздаизм. Около 449 года он издал указ, требующий от армян отречься от своей веры. В ответ знать и духовенство направили манифест, в котором заверяли в своем абсолютном повиновении, но отказывались от всякой мысли об отступничестве и отказывали персидскому царю в праве вмешиваться в религиозные дела. Затем царь вызывает главного нахарара , который отправляется к персидскому двору. Несмотря на протесты доброй воли и лояльности со стороны армянской знати, Йездегерд II потребовал от своих армянских вассалов совершать простирания перед солнцем в соответствии с маздеанским ритуалом. Христианский судебный пристав советует им прибегнуть к уловке: совершить требуемые простирания, обращаясь с молитвами к Богу. Но такое действие было противно Вардану Мамиконяну, самому могущественному из нахараров, и потребовались все уговоры Аршуши, чтобы Вардан согласился совершить требуемые ритуальные жесты.
Подозрительно, Йездгард решает держать при дворе заложников, в том числе Аршушу, двух сыновей марзпана Васака Сюни и некоторых других дворян. Нахарар вернулся в Армению в сопровождении маздаитских священников, которые обязались закрыть церкви и построить храмы. Очень быстро, под предводительством христианского духовенства, а затем дворянства, армянский народ восстал. Вардан Мамиконян возглавил восстание, полусившее название аварайрской битвы, которое было подавлено 2 июня 451 года. Его брат Амаяк Мамиконян был вскоре убит в Тайке Васаком Сюни, который схватил троих сыновей Амаяка (Ваана, Васака и Артасеса) и отправил их в качестве заложников в Ктесифон.
Вернувшись в Армению, Аршуша сумел выкупить свободу и свободу своих племянников Мамиконянов в 455 году и вернуть их в Армению к их матери. Он вырастил их вместе с Лазаром Парпечи и Шушаник, дочерью Вардана Мамиконяна, на которой он позже женил своего сына Варскена.